# Xanthostemon sebertii
Xanthostemon sebertii là một loài thực vật thuộc họ Myrtaceae. Đây là loài đặc hữu của New Caledonia.

## Hình ảnh

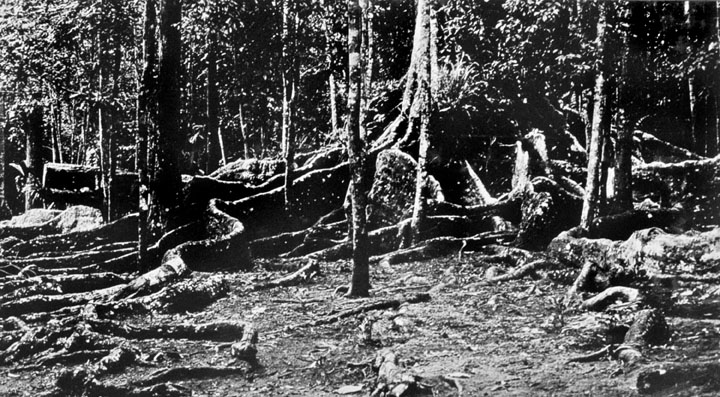